# Quilessa grenadana
Quilessa grenadana är en insektsart som beskrevs av Ronald Gordon Fennah 1948. Quilessa grenadana ingår i släktet Quilessa och familjen Kinnaridae. Inga underarter finns listade i Catalogue of Life.